# Aillen
 (signalé en juin 2025).
Si vous disposez d'ouvrages ou d'articles de référence ou si vous connaissez des sites web de qualité traitant du thème abordé ici, merci de compléter l'article en donnant les références utiles à sa vérifiabilité et en les liant à la section « Notes et références ».
- Archive Wikiwix
- Bing
- Cairn
- DuckDuckGo
- E. Universalis
- Gallica
- Google
- G. Books
- G. News
- G. Scholar
- Persée
- Qwant
- (zh) Baidu
- (ru) Yandex
- (wd) trouver des œuvres sur Wikidata

Aillen ou Áillen est une entité de la mythologie irlandaise faisant partie des
Tuatha Dé Danann et résidant à Mag Mell.
Áillen était un prénom populaire dans l’ancienne Irlande. La déesse de la fertilité Áine est également parfois mentionnée sous ce nom.

## Aillen dans le cycle Fenian
Chaque année depuis près d'un quart de siècle à Samain, Aillen se jouait des hommes de Tara en les endormant en jouant de la musique avant de réduire le palais en cendres. Les Fianna, dirigés alors par Goll mac Morna, étaient systématiquement incapables de l'empêcher d'agir. Finn arriva à Tara, armé du sac en peau de grue contenant les armes magiques de son père. Il se maintint éveillé en se piquant avec la pointe de sa propre lance, et tua ensuite Aillen avec. À la suite de cet épisode Finn prit la tête des Fianna.